# Sindrome di Mirizzi
La sindrome di Mirizzi è una complicanza della calcolosi biliare, in cui un calcolo va ad incunearsi a livello del dotto cistico o dell'infundibolo e può determinare la stenosi del dotto biliare comune o del dotto epatico comune, con insorgenza di ittero.
La malattia venne descritta per la prima volta nel 1948 dal chirurgo argentino Pablo Luis Mirizzi.

## Epidemiologia
Si tratta di un'evenienza piuttosto rara, dato che l'incidenza nei pazienti soggetti a calcolosi biliare è inferiore all'1%. Maggiormente colpiti risultano le persone tra i 50 e i 70 anni, di sesso femminile e soggetti che presentano un dotto cistico particolarmente lungo e con inserzione bassa nel coledoco.

## Patogenesi
L'evento scatenante la sindrome è rappresentato dall'incunearsi di vari piccoli calcoli o di un calcolo di considerevoli dimensioni a livello dell'infundibolo (detto anche tasca di Hartmann), non sempre presente, o del dotto cistico. L'ostruzione determina stasi biliare, che esita facilmente in infiammazione e fibrosi: se questi processi diventano importanti si può assistere ad un aumento delle dimensioni della colecisti, che può andare ad ostruire a sua volta il dotto epatico comune e/o il coledoco, portando alla comparsa di ittero.

### Complicanze
Il processo di rimodellamento a seguito degli eventi infiammatori può causare la comparsa di fistole tra colecisti e coledoco.
Alcuni studi hanno peraltro accertato una significativa correlazione tra sindrome di Mirizzi e carcinoma della colecisti.

## Clinica
La sintomatologia non è differente rispetto a quella di altri itteri ostruttivi. Compaiono infatti:
- ittero
- dolore in ipocondrio ed epigastrio
- prurito
- febbre (in caso di infezione del liquido accumulatosi a monte dell'ostruzione, ossia di colecistite o colangite)

## Diagnosi

### Esami di laboratorio e strumentali
Gli esami ematochimici permettono di rilevare un aumento della bilirubina diretta, fosfatasi alcalina e altri parametri collegabili ad un ittero ostruttivo, e pertanto non risultano in questo caso altamente specifici.
Fondamentali pertanto risultano le indagini strumentali, ossia:
- ecografia (che permette di individuare una dilatazione delle vie biliari, caratteristica delle patologie ostruttive);
- ERCP (spesso la diagnosi incidentale di sindrome di Mirizzi avviene proprio durante questo tipo di indagine);
- colangio-RM
- TC

In molti casi si assiste comunque ad una diagnosi definitiva solo in sede perioperatoria.

### Diagnosi differenziale
Data la sede e le caratteristiche delle manifestazioni patologiche, la diagnosi differenziale vede perlopiù coinvolti il carcinoma della colecisti e la colangite sclerosante primitiva. Particolarmente insidiosa può essere la diagnosi differenziale in presenza di un carcinoma del dotto biliare, piuttosto raro, che tuttavia risulta pressoché sovrapponibile in toto sia per segni e sintomi alla sindrome di Mirizzi.

## Classificazione
La classificazione attuale prevede sostanzialmente due diverse tipologie a seconda della presenza o meno di fistole. Essa si basa su uno studio del 1982 eseguito dal chirurgo americano C.K. McSherry, ed è stata ulteriormente ampliata dal chirurgo cileno Attila Csendes nel 1989 che ha suddiviso il tipo II in tre diverse categorie a seconda del diametro delle fistole.
Tipo I – Assenza di fistole
- Tipo IA – Pervietà del dotto cistico;
- Tipo IB – Ostruzione completa del dotto cistico;

Tipo II-IV – Presenza di fistole
- Tipo II – Fistola di dimensioni inferiori del 33% del diametro del dotto epatico comune;
- Tipo III – Fistola di dimensioni comprese tra il 33% e il 66% del diametro del dotto epatico comune;
- Tipo IV – Fistola di dimensioni maggiori del 66% del diametro del dotto epatico comune.

## Trattamento
Il trattamento è prettamente chirurgico, sia per via laparoscopica che laparotomica.
Nel tipo I è possibile eseguire una semplice colecistectomia totale.
Nei tipi II-IV se presente fibrosi estesa si preferisce utilizzare una colecistectomia subtotale, preservando il dotto cistico, oppure eseguire una colecistectomia totale con anastomosi bilio-enterica tramite Roux-en-Y. In alcuni casi è possibile avvalersi della litotrissia.